# Tyrannochthonius gomyi
Espèce
Tyrannochthonius gomyi est une espèce de pseudoscorpions de la famille des Chthoniidae.

## Distribution
Cette espèce est endémique de La Réunion. Elle se rencontre sur le piton Marmite vers le cirque de Salazie.

## Description
La femelle holotype mesure 1,45 mm.

## Étymologie
Cette espèce est nommée en l'honneur de Yves Gomy.

## Publication originale
- (de) Volker Mahnert, « Pseudoskorpione der Insel Réunion und von T.F.A.I. (Djibouti) », Revue suisse de zoologie, MHNG, vol. 82, no 3,‎ 1975, p. 539–561 (ISSN 0035-418X, DOI 10.5962/BHL.PART.78275, lire en ligne).